# 154-я отдельная механизированная бригада
154-я отдельная механизированная бригада (154 ОМБр) — механизированное соединение Сухопутных войск Вооруженных сил Украины численностью в бригаду.

## История
В декабре 2023 года сообщалось о создании 154-й механизированной бригады. По данным Forbes, бригада первоначально получила на вооружение захваченные российские Т-62.

## Командование
● (2024) полковник Александр Щербина